# فوئنته-آلامو

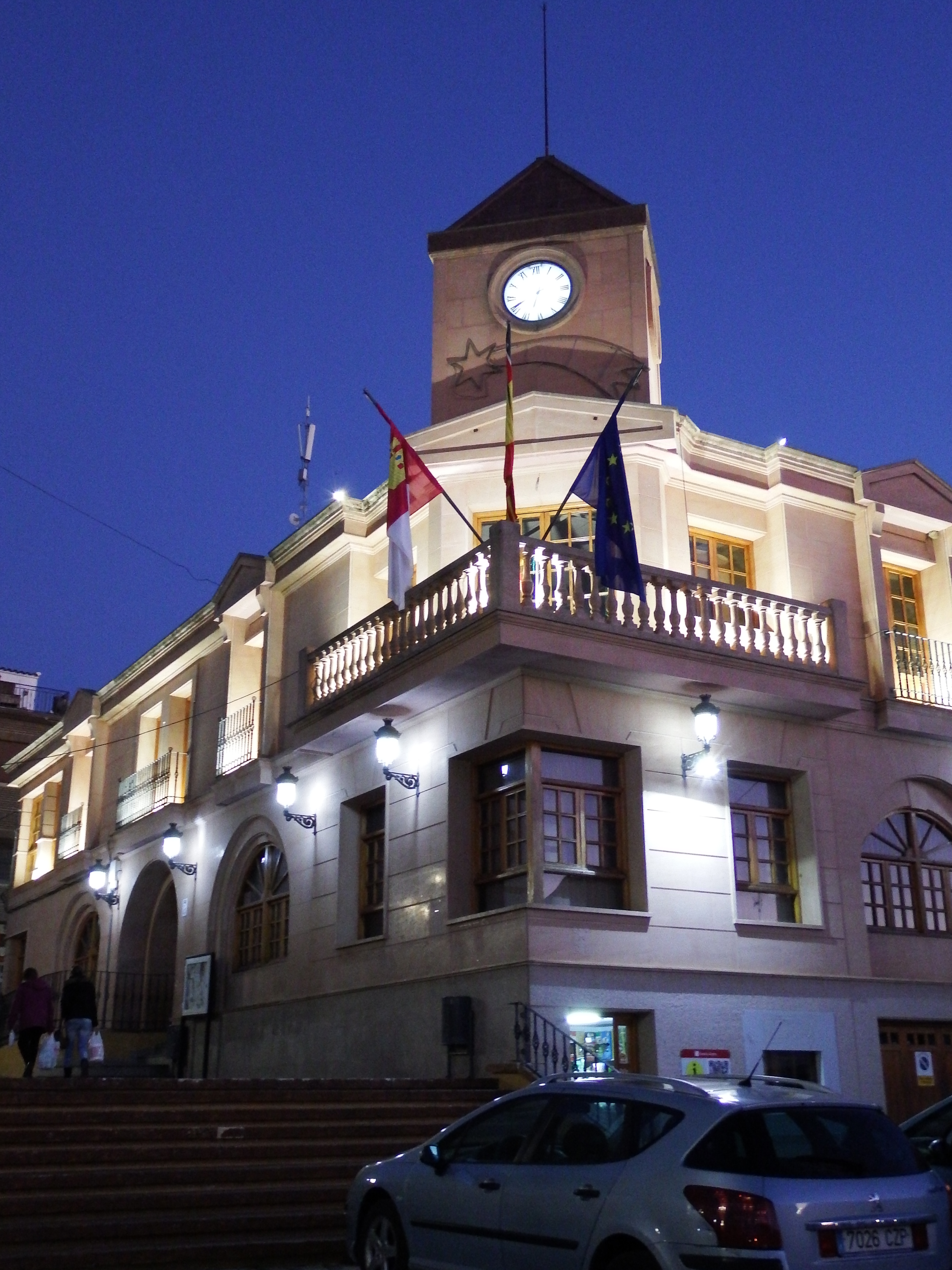
نمایی از ساختمان شورای دهستان فوئنته-آلامو / ۲۰۱۹

فوئنته-آلامو دهستانی در استان آلباستهٔ اسپانیا است.
در این دهستان ۲۷۲۰ نفر زندگی می‌کنند. مساحت این دهستان ۱۳۳٫۰۷ کیلومتر مربع است.